# دوللي غانم
دوللي صباغ غانم إعلامية لبنانية قدمت برامج سياسية ونشرات أخبار في المؤسسة اللبنانية للإرسال.

## حياتها الخاصة
هي زوجة الإعلامي جورج غانم ولديها منه ولدان.

## العمل الإعلامي
درست الإعلام وعملت في إحدى الاذاعات الخاصة وفي مجلة اسبوعية سياسية قبل ان تنضم إلى عائلة «ال. بي. سي» عام 1985 فعملت في قسم التحقيقات المصورة في دائرة الاخبار في المؤسسة اللبنانية للارسال (المؤسسة اللبنانية للإرسال) التي كانت حديثة العهد في ذلك الوقت. وبعد مضي سنتين على عملها في هذا المجال انتقلت دوللي للعمل كمذيعة نشرة اخبار حتى عام 2011. وسنحت لها الفرصة في بداية التسعينات للعمل كمساعدة مخرج لأفلام توثيقية واعلانات، مما زوّدها بخلفية اعلامية غنية بالمعلومات العامة.
انضمت إلى عائلة البرنامج الصباحي (نهاركم سعيد) في فقرة سياسية برفقة زميلتيها شذا عمر ومي شدياق. في سبتمبر
عام 2016 غادرت دوللي برنامج «نهاركم سعيد» السياسي الصباحي، والمؤسسة اللبنانية للإرسال. وبررت الإدارة هذا الإجراء بسبب الفائض في مقدّمي البرنامج، وكانت دوللي غانم قد توقفت عن تقديم نشرات الأخبار منذ عام 2011.
قامت بعدها حملة تضامن واسعة معها تصدرت مواقع التواصل الاجتماعي إثر الإعلان عن تبليغها الاستغناء عن خدماتها، من قبل قناة «أل بي سي»، حيث وصفت بأنها «الاعلامية المتفائلة» وصاحبة الابتسامة الدائمة والوجه المحبب.
وأنهت القناة رحلة 31 سنة للاعلامية دوللي غانم، وهي واحدة من جيل الاعلاميين المؤسسين للقناة التي أسس لها رئيس الجمهورية اللبنانية الراحل بشير الجميل. وتزامن ذلك مع عرض فيلم وثائقي من خمس ساعات، أعده زوجها الاعلامي جورج غانم، عن بشير الجميل، وتعرضه قناة «إم تي في اللبنانية».
انضمت بعدها لقناة «إم تي في اللبنانية» المنافسة حيث شاركت في تقديم برنامج منا وجر مع عدة زملاء منهم بيار رباط